# Wagner-Werk-Verzeichnis
El Wagner-Werk-Verzeichnis (Catálogo de obras de Wagner), normalmente abreviado como WWV, es una guía indexada y musicológica de las 113 composiciones de Richard Wagner, recopiladas por John Deathridge, Martin Geck y Egon Voss.
El catálogo está basado en datos recopilados de los manuscritos originales de escritos del compositor y el examen de todos los borradores, bocetos y composiciones. También incluye orientaciones de varias ediciones de obras publicadas y explicaciones de prácticas de representaciones históricas.